# Ado Onaiwu
Ado Onaiwu (jap:オナイウ 阿道; ur. 8 listopada 1995 w Kamikawa, Prefektura Saitama) – japoński piłkarz występujący na pozycji napastnika. Obecnie zawodnik francuskiego zespołu AJ Auxerre.

## Kariera piłkarska
Swoją przygodę z zawodowym futbolem rozpoczynał w JEF Chiba, grając na poziomie drugiego poziomu rozgrywkowego w Japonii. W 2017 r. przeniósł się do Urawa Red Diamonds. Podczas swojego pobytu w Saitamie rozegrał jedynie jeden mecz w J1 League oraz trzy spotkania w Pucharze Cesarza. W tym czasie był wypożyczony do drugoligowego Renofa Yamaguchi FC oraz pierwszoligowego Oita Trinita. Następnie Onaiwu przeniósł się do Yokohama F. Marinos, gdzie spędził dwa sezony.
W lipcu 2021 r. Onaiwu podpisał kontrakt z Toulouse FC (w trakcie dwóch spędzonych sezonów w zespole grał na poziomie Ligue 2 oraz Ligue 1). W sierpniu 2023 r. przeniósł się do grającego na zapleczu francuskiej ekstraklasy AJ Auxerre.

## Życie prywatne
Jest synem Japonki oraz Nigeryjczyka. 